# Демократическая партия (Науру)
Демократическая партия Науру (англ. Democratic Party of Nauru, DPN; ДПН) — неофициальная политическая партия (группа) в Республике Науру. Создана в январе 1987 года прежним главой государства Кеннаном Адангом, после того, как его дважды за два месяца смещали с должности президента, которым становился Хаммер Деробурт. По словам Аданга, он хотел спасти рушащуюся парламентскую демократию на острове.

## О партии
ДПН стала преемницей неофициальной Партии Науру, существовавшей с 1970-х годов и возглавлявшейся Бернардом Довийого, который был последним президентом Науру от этой политической партии. Довийого затем поддерживал ДПН в парламенте, главной задачей которой было предотвратить усиление власти Деробурта и усилить роль парламента.
В 1989 году Деробурт был смещён с поста президента вотумом недоверия и сменён на посту Кеносом Арои, которого поддерживал Аданг и его сторонники, однако Арои продержался на посту только четыре месяца. Аданг является последним членом ДПН, который был президентом Республики Науру с 26 ноября до 19 декабря 1996 года. Впоследствии ДПН всё больше и больше теряла влияние и не получала мест в парламенте с 2000 года.
В 2003 году сын Кеннана Аданга, — Дэвид Аданг, основал партию Наоэро Амо.